# Moltxànovka
Moltxànovka (en rus: Молчановка) és un poble del krai de Primórie, a l'Extrem Orient de Rússia, que en el cens del 2010 tenia 330 habitants.